# Johann Horvath
Johann Horvath (20 maggio 1903 – 30 luglio 1968) è stato un calciatore austriaco, di ruolo attaccante.
Era anche noto come Hansi Horvath.

## Carriera

### Club
Cominciò a giocare nel Simmering, la squadra del suo quartiere. Dopo l'esordio in campionato, esordì anche in Nazionale il 13 gennaio 1924, a Norimberga contro la Germania. Divenne titolare dell'undici guidato da Meisl, e continuò a segnare per il Simmering, portandolo al terzo posto finale del 1925-1926, miglior risultato di sempre della squadra rosso-nera.
Si trasferì al Rapid Vienna nell'estate del 1927. Con i bianco-verdi giocò due finali consecutive di Coppa Mitropa, per poi vincere il campionato nel 1928-1929 e ancora nel 1929-1930. Nel 1929 aveva anche disputato la finale di Coppa d'Austria. Lasciò il Rapid per accasarsi al Wacker Vienna nel 1930.
A Meidling continuò ad essere convocato regolarmente in Nazionale, e contribuì a portare il club ai vertici del campionato austriaco.
Nel 1935 tornò al Simmering, dove giocò fino al 1940, prima di chiudere la carriera nella squadra della polizia di Vienna.

### Nazionale
Il 13 gennaio 1924 esordisce contro la Germania (4-3), segnando un gol. Il 7 aprile del 1929 sigla le sue prime reti in una partita ufficiale contro l'Italia (3-0), alla quale firma una doppietta.
Con la Nazionale vinse la Coppa Internazionale 1931-1932 e fu convocato per la Coppa del Mondo del 1934 in Italia. Il 25 aprile 1934, nella partita di qualificazione contro la Bulgaria (6-1), fu autore di una tripletta in 14 minuti.
Al Mondiale segnò due gol in altrettante presenze, in semifinale alla Cecoslovacchia (dove vestì la fascia di capitano), e alla Germania nella finale per il 3º posto. Finita la manifestazione, lasciò la Nazionale, dopo 46 partite e 29 gol; gioca solo un altro incontro da capitano.

## Palmarès

### Club
- Campionato austriaco: 2

Rapid Vienna: 1928-1929, 1929-1930

### Nazionale
- Coppa Internazionale: 1

1931-1932